# Zinowiewia cuneifolia
Zinowiewia cuneifolia är en benvedsväxtart som beskrevs av C.L. Lundell. Zinowiewia cuneifolia ingår i släktet Zinowiewia och familjen Celastraceae. Inga underarter finns listade.